# Eddie Pullen
Eddie Pullen, né le 16 août 1883 à Trenton (New Jersey) et décédé le 6 octobre 1940 à 57 ans, était un pilote automobile américain.

## Biographie
Il commença sa carrière AAA en 1912, et remporta dès sa première apparition une course du championnat sur le Speedway de Tacoma (Washington).
Alors pilote Mercer, il gagna le Grand Prix des États-Unis en 1914 à Santa Monica, mais il échoua en qualifications la même année lors des 500 miles d'Indianapolis, la Mercer étant mieux adaptée pour un parcours routier. Il continua de rouler avec ce constructeur (7 années au total), même après qu'il aura cessé de le soutenir en compétition.
Il passa cependant sur Hudson en 1919 et en 1921, pour sa dernière saison de course il conduisit une Duesenberg, remportant une série de 20 tours sur l'ovale de Beverly Hills, 6 ans après son dernier succès. La même année il fut pilote d'appoint de Jimmy Murphy à l'Indy 500, mais il s'écrasa au 107e tour.

## Palmarès

### Grand Prix
- Grand Prix des États-Unis 1914, sur Mercer.

### Résultats en championnat racing cars AAA
Vice-champion des États-Unis AAA (en) en 1914 (officieux, sur décision du secrétariat de l'AAA en 1927);

34 participations de 1912 à 1921 : 5 victoires pour  13 podiums et 22 "top 5" (2 poles) :

- 1912 : Tacoma race 1 ;
- 1914 : Santa Monica race 2 (GP US) ;
- 1914 : Corona ;
- 1915 : Tacoma race 2 ;
- 1921 : Beverly Hills race 7.